# Famille Yvert
Pour les articles homonymes, voir Yvert.
La famille Yvert est une famille d'Amiens qui a donné aux XIXe et XXe siècles des journalistes politiques puis philatéliques, des imprimeurs et des éditeurs. À partir de 1895, certains de ses membres ont dirigé l'entreprise familiale vers le domaine de la philatélie sous la marque Yvert et Tellier.

## Arbre descendant depuis Eugène Yvert
Tous les descendants d'Eugène Yvert n'ont pas été représentés. Après Louis, ont été représentés ceux qui ont eu une responsabilité dans l'entreprise Yvert et Tellier
```
Eugène Yvert
 (1794-1878), fondateur de l'imprimerie Yvert
│
├──> 
Henry Yvert
 (1834-1885), propriétaire à partir de 1870
│    x en 1865 avec 
Mademoiselle de Taisy
, 
1
re
 
chanteuse
 à l'
Opéra de Paris

│    │
│    └──> 
Louis Yvert
 (1866-1950), cocréateur du catalogue 
Yvert et Tellier
 avec 
Théodule Tellier

│         x en 1891 avec Pauline Cordellier
│         │
│         ├──> 
Henri Yvert
 (1894-1956), directeur de l'imprimerie
│         │    
│         │
│         ├──> Jeanne Yvert (1897-1986)
│         │    x 
Jean Gervais
 (1892-1974), médecin, puis directeur des éditions Yvert et Tellier
│         │    │
│         │    └──> 
Jacques Gervais
 ( -2014), président-directeur général d'Yvert et Tellier
│         │         │
│         │         └──> 
Benoît Gervais
, successeur de son père en 1993
[
1
]

│         │
│         └──> 
Pierre Yvert
 (1900-1964), directeur de 
L'Écho de la timbrologie

│              │
│              └──> 
Jean Yvert
 (1924-2007)
[
2
]
, successeur de son père et directeur de l'imprimerie
│                   │
│                   └──> 
Christophe Yvert
, directeur de l'imprimerie
[
3
]
. Président de la 
CNEP
 en 2013.
│
└──> Louis Yvert (1842-)
     │
     └──> André Yvert (1894-1973), directeur du 
Drapeau blanc
```